# San José de Ruiz
San José de Ruiz är en ort i Mexiko.   Den ligger i kommunen Abasolo och delstaten Guanajuato, i den centrala delen av landet, 280 km väster om huvudstaden Mexico City. San José de Ruiz ligger 1 691 meter över havet och antalet invånare är 184.
Terrängen runt San José de Ruiz är platt åt nordväst, men åt sydost är den kuperad. Runt San José de Ruiz är det ganska tätbefolkat, med 124 invånare per kvadratkilometer. Närmaste större samhälle är Pénjamo, 14,6 km väster om San José de Ruiz. Trakten runt San José de Ruiz består till största delen av jordbruksmark.